# Västra Ingelstad

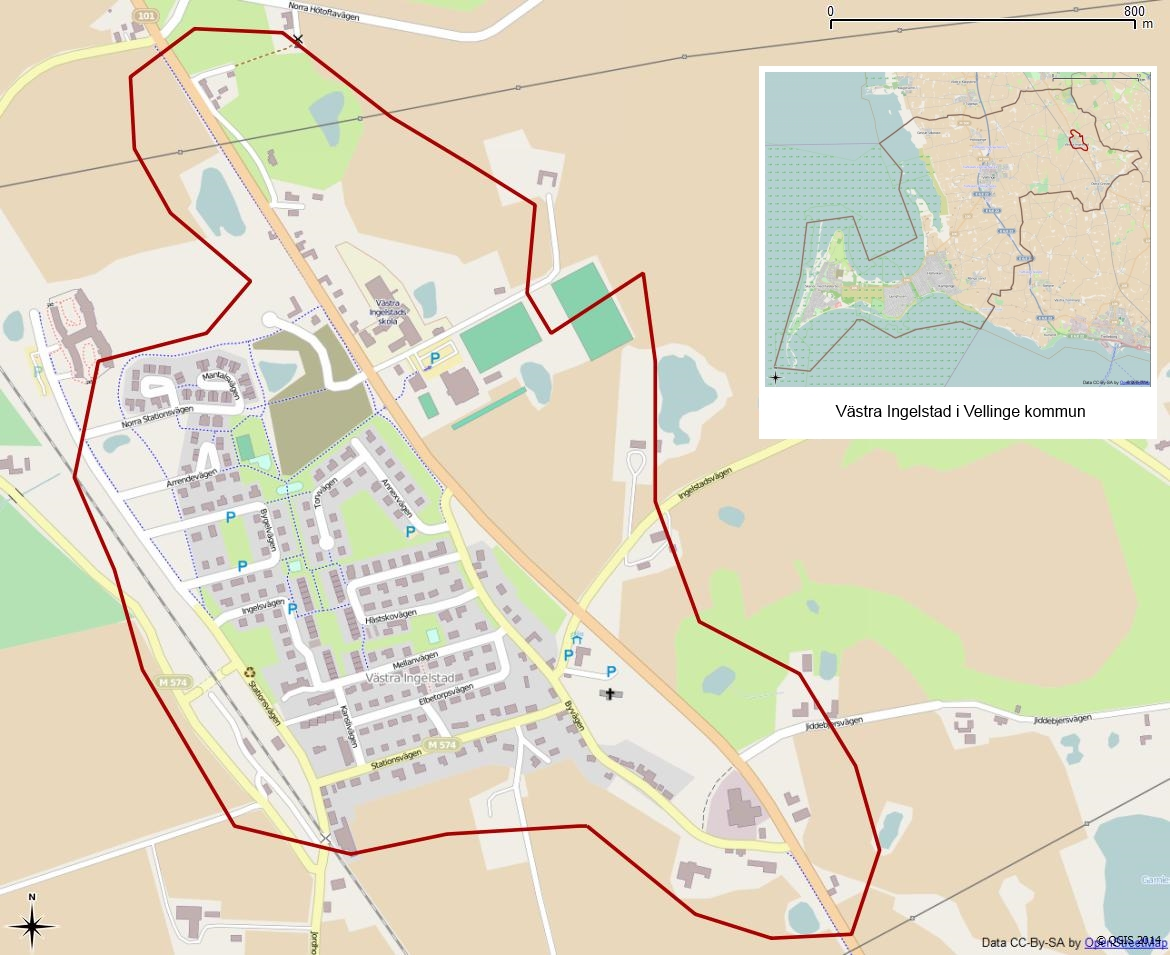
Tätorten Västra Ingelstads avgränsning 1990.

Västra Ingelstad är en tätort  i Vellinge kommun och kyrkby i Västra Ingelstads socken i Skåne. 
Tätorten är belägen på Söderslätt vid länsväg 101 och rymmer bland annat Västra Ingelstads kyrka och Månstorps gavlar.

## Historia
Byn har, som ortnamnet Ingelstad visar, förmedeltida ursprung. Den första kyrkan i byn var troligen av trä och byggdes under tidig medeltid. På 1100-talet ersattes den av en romansk stenkyrka som ännu står kvar.
Orten erhöll järnvägsförbindelse genom tillkomsten av Malmö-Kontinentens järnväg (MKontJ) år 1898, vilken hade en station i Västra Ingelstad. Järnvägsstationen hette fram till 1910 Månstorp, men ett bekymmer var att det fanns risk för förväxlingar mellan Mantorp och Månstorp. Det fanns även flera orter med namn som liknade Västra Ingelstad och därför kunde inte heller detta namn användas. Från år 1910 hette järnvägsstationen i Västra Ingelstad istället Jordholmen efter en närliggande gård. Västra Ingelstads kommun uppgick 1952 i Månstorps kommun. Järnvägen förstatligades redan 1909 och den lokala persontrafiken Malmö C-Trelleborg C under eran MKontJ upphörde 1973. Trafiken Malmö-Trelleborg är sedan 2015 återupptagen, nu med Pågatågen som angör ortens nya station.
I Västra Ingelstad har det funnits skola alltsedan tidigt 1800-tal. Det första skolhuset byggdes 1813 i byn Bröddarp, strax norr om Västra Ingelstad, och 1817 fick även kyrkbyn skolhus. De två skolorna slogs samman till en ny skola 1847 och låg då emellan de båda byarna. Den nutida skolan ligger i utkanten av dagens Västra Ingelstad och är en privatägd F-9-skola med ca 400 elever (2010).

### Befolkningsutveckling
| Befolkningsutvecklingen i Västra Ingelstad 1965–2020 | Befolkningsutvecklingen i Västra Ingelstad 1965–2020 | Befolkningsutvecklingen i Västra Ingelstad 1965–2020 | Befolkningsutvecklingen i Västra Ingelstad 1965–2020 | Befolkningsutvecklingen i Västra Ingelstad 1965–2020 |
| ---------------------------------------------------- | ---------------------------------------------------- | ---------------------------------------------------- | ---------------------------------------------------- | ---------------------------------------------------- |
|                                                      |                                                      |                                                      |                                                      |                                                      |
| År                                                   |                                                      |                                                      | Folkmängd                                            | Areal (ha)                                           |
| 1965                                                 | 1965                                                 |                                                      | 269                                                  |                                                      |
| 1970                                                 | 1970                                                 |                                                      | 383                                                  |                                                      |
| 1975                                                 | 1975                                                 |                                                      | 612                                                  |                                                      |
| 1980                                                 | 1980                                                 |                                                      | 621                                                  |                                                      |
| 1990                                                 | 1990                                                 |                                                      | 633                                                  | 53                                                   |
| 1995                                                 | 1995                                                 |                                                      | 707                                                  | 54                                                   |
| 2000                                                 | 2000                                                 |                                                      | 707                                                  | 54                                                   |
| 2005                                                 | 2005                                                 |                                                      | 703                                                  | 54                                                   |
| 2010                                                 | 2010                                                 |                                                      | 721                                                  | 57                                                   |
| 2015                                                 | 2015                                                 |                                                      | 824                                                  | 93                                                   |
| 2020                                                 | 2020                                                 |                                                      | 1 034                                                | 99                                                   |
| Anm.: Ny tätort 1965                                 |                                                      |                                                      |                                                      |                                                      |

## Idrott
Den största idrottsföreningen är Västra Ingelstads IS, med både senior- och ungdomsverksamhet i fotboll, innebandy, gymnastik och skidor. Väster om Västra Ingelstad ligger golfklubben Vellinge GK. 
I januari 2017 öppnades ett gym i Västra Ingelstad som blev placerat i källaren av skolans gamla gymnastiksal. Källaren blev renoverad samt upprustad, och ägs av gymkedjan Formtoppen. Formtoppen har också lokaler för gym och fitness i Skanör och Höllviken.